# Société en nom collectif en droit français
 (avril 2015).
Améliorez-le ou discutez des points à vérifier. 
 (janvier 2016).
Pour les articles homonymes, voir Société en nom collectif.
La société en nom collectif (SNC) est une forme juridique française de société. C'est une société à responsabilité illimitée pour les associés.
La SNC est une société commerciale. Elle est relativement peu courante, en comparaison de la SARL et de la SA ; elle présente néanmoins certains avantages :
- les associés sont protégés contre toute prise de participation d'un tiers : les cessions de parts nécessitent l'accord unanime des associés (Article L. 221-13 du Code de commerce);
- elle est utilisée pour bâtir des montages juridiques complexes par des groupes de sociétés qui désirent former une holding ;
- elle permet de séduire les créanciers car cette forme sociale est très protectrice de leurs intérêts : en effet, les associés de SNC répondent indéfiniment et solidairement des dettes sociales[1] ;
- c'est la seule société commerciale de droit français qui ne soit pas soumise à publication de ses comptes quel que soit le montant de son chiffre d'affaires ou de ses bénéfices (sauf si tous les associés sont des personnes morales) ; elle est donc appréciée des personnes recherchant une certaine discrétion.

Dans une SNC, les associés, appelés couramment « associé en noms », ont la caractéristique d'avoir la qualité personnelle de commerçants ; ils doivent en conséquence avoir la capacité requise pour faire du commerce.
La SNC est l'unique forme de société autorisée pour certaines activités règlementées comme celle de débitant de tabac.

## La constitution de la SNC

### Les associés
Les associés doivent être au minimum deux. Ils peuvent être des personnes morales ou des personnes physiques.
Une société civile ne peut en pratique devenir associée en nom, car l'objet civil est incompatible avec la qualité de commerçant de la SNC. Si malgré tout une société civile s'associe à une SNC, cette dernière deviendra une société créée de fait.
Deux époux peuvent être associés dans une SNC.
Depuis la loi du 15 juin 2010, un mineur émancipé peut être commerçant sur autorisation du juge de tutelle et, de ce fait, être associé de plein droit d'une SNC.

### Les apports et le capital social
- En numéraire : les intérêts sont dus de plein droit à partir du jour où ils sont réalisés.
- En nature : pas de procédure de vérification
- En industrie : ne concourt pas à la formation du capital social.

Pour ce qui est de la libération (mise à disposition au fur et à mesure des besoins de la société) du capital social, les associés sont responsables des pertes de la société. 
Il n’y a pas de minimum pour cet apport, pas de capital social minimum pour créer une SNC.

### Les formalités administratives
Les statuts sont formulés par écrit. Ceux-ci jouent un rôle essentiel.
Il est important que des tiers connaissent les statuts de la société, qui doivent mentionner la forme juridique (même par l'acronyme « SNC »). 
Les statuts doivent comporter des mentions supplémentaires par rapport aux autres sociétés, telles que les causes de dissolution de la société ou la répartition des parts sociales entre les différents associés.
L’objet social doit être bien défini, car il va délimiter les pouvoirs du gérant. 
La société doit être immatriculée au registre du commerce (RCS) et sa publicité doit être faite dans un journal d’annonces légales. 
Si ces formalités ne sont pas respectées, la sanction est la nullité de la société, mais seuls les tiers peuvent s'en prévaloir.

## La vie de la SNC

### Le gérant

#### Le statut du gérant
Article L. 221-3 du code de commerce: « Tous les associés sont gérants, sauf stipulation contraire des statuts qui peuvent désigner un ou plusieurs gérants, associés ou non, ou en prévoir la désignation par un acte ultérieur.
Si une personne morale est gérante, ses dirigeants sont soumis aux mêmes conditions et obligations et encourent les mêmes responsabilités civile et pénale que s'ils étaient gérants en leur nom propre, sans préjudice de la responsabilité solidaire de la personne morale qu'ils dirigent. »
Le principe est donc que tous les associés sont gérants, mais ils peuvent en décider autrement dans les statuts (dénommé alors la « gérance statutaire »). Ainsi, peuvent être gérants : les personnes physiques, les personnes morales, les associés (y compris les mineurs émancipés), les tiers. Le ou les gérants sont ainsi nommés dans les statuts, ou postérieurement si cela a été prévu.
Les statuts prévoient en outre les modalités de la désignation.
La nomination du gérant doit être publiée au greffe du tribunal de commerce.
Le gérant peut être révoqué (article L. 221-12 du code de commerce). Plusieurs cas peuvent se présenter :
1. Tous les associés sont gérants. Pour révoquer un associé, l’unanimité est requise (sont exclus de la prise de décision les associés concernés). Cette décision va entraîner la dissolution de la société, sous réserve que les statuts prévoient une autre issue, ou encore que les associés, à l’unanimité, décident de la survie de la société.
2. Un ou plusieurs associés sont gérants statutaires. La décision d'exclusion suit les mêmes modalités et a les mêmes conséquences que si tous les associés sont gérant (cas 1). Ainsi, la décision doit être prise à l'unanimité des associés, gérants ou non, et la révocation entraîne la dissolution de la société avec les mêmes exceptions que ci-dessus (stipulation contraire dans les statuts ou décision unanime de poursuite de la société).
3. Un ou plusieurs associés sont gérants non statutaires. Sauf si d'autres modalités de révocation sont prévues dans les statuts, la révocation n'est valide qu'en cas de vote à l’unanimité des autres associés, qu’ils soient gérants ou non. Cette décision n’entraîne pas de dissolution de la société.
4. Le gérant n’est pas associé. Si les modalités de révocation ne sont pas prévues dans les statuts, une décision à la majorité des associés est nécessaire. Cette révocation n’entraîne pas la dissolution de la société.

Sauf révocation, décès, démission, incapacité, interdiction, le gérant est désigné pour une période donnée.

#### Les pouvoirs du gérant

##### Les rapports avec les associés
Le principe : le gérant a tous les pouvoirs de gestion, d’administration et de disposition. Néanmoins ses actes et décisions sont limités à leur conformité à l’intérêt de la société et à l’objet social de celle-ci.
S’il y a pluralité de gérants, ceux-ci détiennent séparément les pouvoirs du gérant unique. Ils ont un droit de veto sur les actes des autres gérants.
Concept de gérance : dans la mesure où tous les gérants ont le pouvoir et peuvent imposer le veto, il peut y avoir conflit voire blocage de la société. Les gérants organisent alors le conseil de gérance (à l’unanimité).

##### Les rapports à l'égard des tiers
La société est engagée vis-à-vis des tiers par tous les actes des gérants entrant dans l’objet social. Toute limitation statutaire aux pouvoirs du gérants est inopposable aux tiers.
Si la société a plusieurs gérants et que l'un d'eux s'est opposé à l'acte d'un autre gérant, ce veto est inopposable aux tiers, sauf s'il est prouvé qu'ils en avaient connaissance.

#### Les responsabilités du gérant
Le gérant d’une société a trois catégories de responsabilité.

##### Responsabilités fiscale et pénale
Le gérant est responsable pénalement, il peut être condamné pour abus de confiance, escroquerie ou non-respect des formalités publicitaires et s'il s'agit d'une personne morale ce sont ses dirigeants qui sont responsables pénalement

##### Responsabilité civile
Article 1240 (ancien article 1382) du Code civil : Tout fait quelconque de l'homme qui cause un dommage à autrui oblige celui par la faute duquel il est arrivé à le réparer.
Le gérant est responsable s’il cause un dommage à un tiers ou à la société, par volonté ou par omission. Si dans ce cas, la société est mise en liquidation et l'actif alourdi, il sera ainsi responsable devant les tiers et les autres gérants et devra rembourser les dettes.
La faute du gérant peut être une faute de gestion ou le fait de violer les lois, les règlements et les statuts de la société.
Dans l’action en responsabilité contre le gérant,  le demandeur sera la société en tant que personne morale (or les tiers vont agir contre la société) et c’est aussi le cas de chaque associé qui aurait subi un préjudice personnel (qui est différent de celui de la société). Si le gérant commet une faute de gestion qui fait qu'un des associés doit beaucoup d’argent à la banque, qui le poursuit, comme la société, et supprime son découvert autorisé. Son statut équivaut à celui de la société. Il va en conséquence agir contre le gérant fautif et les autres gérants vont intenter une action en justice contre le fautif pour l’interdiction de découvert.
La prescription est de 5 ans à compter de la réalisation du dommage. Il s'agit une faute grave. 
Selon la jurisprudence, ni les statuts, ni une assemblée ne peut restreindre le libre exercice de cette action, ou effacer la faute du gérant. Si le gérant est une personne morale, la responsabilité sera solidairement partagée entre les personnes morales et ses dirigeants.

##### En cas de faillite
En cas de faillite de la société, deux possibilités peuvent se présenter :
- soit le gérant est associé, alors il est personnellement mis en faillite comme chacun des autres associés. (règle de société de personnes : comme la société elle-même n’existe pas sans l'un ou l’autre associé, alors la société est en faillite et chacun est responsable)
- soit le gérant n’est pas associé, et il échappe à toute procédure de redressement de liquidation judiciaire.

Mais, si jamais il a commis une faute de gestion, il peut se voir condamné à personnellement combler le passif de la société. C’est ce que l’on appelle une action en comblement de passif (il remboursera tous les créanciers). 
Si d’autre part, il y a malhonnêteté, il encourt d’autres sanctions : 
il est mis en redressement judiciaire à titre personnel (interdiction d’être magistrat, avocat, de travailler à la poste et interdiction de monter sa propre société ou de gérer celle de quelqu’un), 
ou bien même il lui interdit de gérer.

### Les associés

#### Le droit d'information
Il s'agit d'une société de personnes. Et en cas de problème, elles payent. Donc il faut qu’elles soient informées de tout.
Les associés non gérants peuvent prendre connaissance du livre de compte et de documents sociaux deux fois par an. Ils peuvent être assistés d’un expert s’ils ne comprennent pas.
Deux fois par an, les associés ont le droit de poser des questions écrites sur la gestion de la société. La réponse devra être écrite.
15 jours avant les assemblées ordinaires annuelles, les associés non gérants doivent recevoir les comptes annuels, le rapport de gestion, le rapport du commissaire des comptes et les textes des résolutions proposées. L’inventaire doit être tenu à leur disposition au siège social.
Si le délai n’est pas respecté, ou s’ils ne reçoivent pas tout cela, il y a sanction : nullité de délibération.

##### Le droit de participer à la vie de la société
Plusieurs moyens :
- ce droit s’exerce d’abord au travers de la participation à l’assemblée générale annuelle qui statue sur les comptes. Cette AG doit se tenir dans les six mois suivant la clôture de l’exercice.
- les associés doivent se réunir à la demande d’un associé
- les consultations écrites.

Att : l’unanimité des voix est obligatoire pour :
- la révocation de gérant
- la continuation de la société
- la transformation de la société
- la cession de parts sociales (quand on cède les parts à quelqu’un qui n’appartient pas à la société, il faut que tous les gérants aient la confiance)

Pour toutes les autres décisions, il faut regarder dans les statuts pour connaître les règles de la majorité. Si rien n’est prévu, alors c’est l’unanimité qui l’emporte.

##### Le droit aux dividendes
Puisque c’est une société de personne et que les associés sont responsables solidairement envers les tiers, alors la société n’a pas besoin de constituer de réserves légales = donc les associés peuvent avoir les dividendes sans problème.

#### L'obligation aux dettes
Notion d’obligation aux dettes : les associés sont tenus solidairement et indéfiniment aux dettes. Or il faut qu’il s’agisse d’une dette sociale, c’est-à-dire une dette contractée par le gérant au nom de la société (donc aucune dette personnelle du gérant) et dans le cadre de l’objet social.
Comment cela se passe ?
Le premier responsable c’est la SNC en tant que personne morale. Première chose à faire est de la mettre en demeure de payer au moyen d’un acte extrajudiciaire : c'est-à-dire un acte d'huissier de justice. 
Une simple lettre recommandée avec accusé de réception n'est pas suffisant. Cette mise en demeure donne un délai de 8 jours à la société pour payer les sommes auxquelles elle est condamnée ou pour conférer des garanties à cette créance. 
Si la société ne défère pas à cette mise en demeure dans le délai de huit jours, c’est sous-entendu qu’elle n’a pas les moyens. Il sera alors possible d'actionner la responsabilité de ses associés à l'expiration de ce délai.
Problème : les associés ne restent pas toujours dans la société et ce ne sont pas les mêmes. Qui est alors assigné ?
Lorsqu’un associé rentre dans la société, il devient responsable de tout le passif même si cette dette passive existait avant son entrée.
Pour un associé qui sort de la société, il n’est pas tenu du passif postérieur à son départ à condition que ce départ soit publié. Si ce n’est pas le cas, donc pas opposable aux tiers, donc tenu au passif postérieur.
Comment fonctionne la solidarité ?
Un seul associé est poursuivi et paie les sommes allouées par le juge. À partir de ce moment, il va bénéficier d’un recours subrogatoire : il sera subrogé dans toutes les personnes qui ont commencé la procédure. Par exemple : si je dois de l’argent à un tiers, je lui paie et ensuite j’engage la procédure contre mon associé. Il me doit la moitié de ce que j’ai payé.
Alors chaque associé est obligé proportionnellement à ses apports (si j’ai apporté 10 % du capital, j’en suis tenu pour 10 %) Exception : les statuts peuvent prévoir une autre répartition.
Le jugement qui ouvre la procédure de redressement judiciaire en liquidation, alors ce sera ouvert à l’encontre de chaque associé.

### Le commissaire aux comptes
La loi impose trois seuils aux SNC :
- un bilan de 8 millions d’euros ;
- le chiffre d'affaires hors taxes de 4 millions d'euros ;
- un nombre de 50 salariés.

Si la société dépasse deux de ces seuils, elle est obligée d’avoir un commissaire des comptes.
Même si les seuils ne sont pas dépassés, les associés ont quand même le droit d’en nommer un.
Le vote a lieu à l’unanimité, sauf si les statuts ont prévu la majorité et si on n’arrive pas à nommer un Commissaire aux Comptes, un associé pourra demander au président du tribunal de commerce en référé d’en désigner un. Son mandat concerne 6 exercices.

## La dissolution de la SNC

### Les causes

#### Les causes communes à toutes les sociétés
C’est :
- l’arrivée du terme ;
- la dissolution judiciaire : la liquidation ;
- l’annulation de contrat de la société ;
- la réalisation ou l’extinction de l’objet social ;
- sur décision des associés.

#### Les causes spécifiques
C’est une société qui est formée sur l’intuitu personae.
- Si la confiance disparaît, cela entraîne la dissolution
- Si le gérant est renvoyé, cela entraîne la dissolution
- Si un des associés décède, une clause de continuation peut être prévue, mais dans ce cas les associés ne peuvent pas décider la continuation dans une acte postérieur. La continuation se fait avec les associés restants, ou bien avec le seul associé vivant ou bien encore avec un ou plusieurs de ses héritiers.
- S’il y a inaptitude : tout ce qui concerne la malhonnêteté, l’insolvabilité, l’incompétence du salarié.

En cas d’inaptitude la continuation est possible et comprise par les la décision des associés (or en cas de décès c’est impossible)
- S’il y a interdiction d’exercer une profession commerciale.

### Les effets
Ce sont la liquidation et le partage du boni de liquidation s'il y en a un.

## Régime fiscal
La SNC est en principe soumise à l'impôt sur le revenu (IR).
La SNC peut toutefois opter pour l'impôt sur les sociétés (IS) ; cette option est irrévocable.
Si la société est à l'IR, seuls les associés sont imposés et non la société elle-même (c'est ce que l'on appelle la transparence fiscale) : chaque associé doit déclarer une fraction du bénéfice proportionnelle à sa participation au capital dans sa déclaration des revenus ; il en est ainsi même si la société ne procède pas à la distribution de ce bénéfice : par contre, il n'y aura pas lieu à nouvelle taxation le jour où la société procèdera à une distribution.
La SNC est soumise à la TVA dès lors qu'elle a une véritable activité économique (ceci exclut les holdings exclusivement financières).

## Sécurité sociale

### Les associés
Un associé de SNC (qu'il soit gérant ou non) est un commerçant. Il est à ce titre un travailleur non salarié (TNS) assujetti au RSI.

### Les gérants non associés
Le gérant non associé de SNC est assujetti au régime de sécurité sociale des travailleurs salariés s'il est rémunéré au titre de ses fonctions ; il n'est pas assujetti et n'est pas soumis à cotisations si ses fonctions de gérant ne sont pas rémunérées.